# Chieșd (gmina)
Chieșd – gmina w Rumunii, w okręgu Sălaj. Obejmuje miejscowości Chieșd, Colonia Sighetu Silvaniei i Sighetu Silvaniei. W 2011 roku liczyła 2420 mieszkańców.